# Ernst Otto Fischer
Ernst Otto Fischer (født 10. november 1918, død 23. juli 2007) var en tysk kemiker. Han modtog Nobelprisen i kemi i 1973 sammen med Geoffrey Wilkinson for deres arbejde, udført hver for sig, inden for organometalkemi med såkaldte sandwichmolekyler.